# Фонти ди Монте Валенца (Алесандрија)
Фонти ди Монте Валенца је насеље у Италији у округу Алесандрија, региону Пијемонт.
Према процени из 2011. у насељу је живело 36 становника. Насеље се налази на надморској висини од 98 м.